# ヴィジャイ
ヴィジャイ（Vijay、1974年6月22日 - ）は、インドのタミル語映画で活動する俳優、ダンサー、プレイバックシンガー、フィランソロピスト。南インドで最も収入の多い俳優の一人であり、海外市場でも多くのファンを抱えている。これまでにヴィジャイ・アワード、タミル・ナードゥ州映画賞、南インド国際映画賞など数多くの映画賞を受賞している。

## 概要
「タラパティ(Thalapathy)」の通称で呼ばれており、「Thalapathy」はタミル語で「大将」を意味する。10歳の時に『Vetri』で子役デビューし、1992年に『Naalaiya Theerpu』で俳優デビューする。『Priyamudan』『Azhagiya Tamil Magan』ではアンチヒーローを演じ、2003年の『Thirumalai』以降はアクションヒーロー路線に進んだ。2005年の『Ghilli』ではタミル語映画として初めて興行収入5億ルピーを記録し、これ以降も多くの作品で成功を収めている。初期のころはアクション映画とマサラ映画をベースにした作品が多かったが、後にスリラー映画に移行して社会問題、環境問題、政治問題を題材にした作品を中心に活動するようになった。インターナショナル・ビジネス・タイムズはヴィジャイのキャリアを「一貫したボックスオフィス・パフォーマー」と評価しており、「インド映画の顔」とも呼ばれている。トレード・アナリストの多くは「平均的な内容の映画であっても、ヴィジャイは（興行収入を）引き上げることができ、彼にとって平均的な主演作であっても莫大な興行収入を得ることができる」と分析している。
インドで最も人気のあるセレブリティの一人であり、駐チェンナイ米国総領事館の「V go Green」キャンペーンやチェンナイ・スーパーキングスのアンバサダーなど映画以外の分野でも活動している。フォーブス・インディアの「セレブリティ100」に複数回ランクインした他。Twitter・Googleで最もツイート・検索された俳優としても記録されている。

## 生い立ち
1974年6月2日にマドラスで生まれ、「ジョーセフ・ヴィジャイ・チャンドラシェーカル(Joseph Vijay Chandrasekhar)」と名付けられた。父S・A・チャンドラシェーカルはタミル語映画の監督、母ショーバ・チャンドラシェーカルはプレイバックシンガーとして活動していた。ヴィディヤという妹がいたが、2歳で夭折している。彼女の死はヴィジャイに大きな影響を与えており、ショーバによると話好きで悪戯好き、そして行動的だったヴィジャイはヴィディヤの死後は無口になったという。ヴィジャイは後年立ち上げた映画製作会社の名前を、ヴィディヤと自分の頭文字をとってV・Vプロダクションと命名している。2005年に出演した『Sukran』には、ヴィディヤの写真を登場させている。
ヴィジャイはコダンバッカムのファティマ・マトリカレイション・ハイスクールに通い、その後はヴィルガンバッカムのバーラロク・マトリカレイション・ハイアー・セカンダリースクールを経て、ロヨラ大学チェンナイ校でビジュアルコミュニケーションの学位を取得した。彼は大学は卒業せず、俳優を目指すために中退している。

## キャリア

### タミル語映画

#### 1984年 - 2003年
1984年、10歳の時に『Vetri』で子役デビューし、続けて『Kudumbam』『Vasantha Raagam』『Sattam Oru Vilaiyattu』『Ithu Engal Neethi』に出演した他、1985年には『Naan Sigappu Manithan』でラジニカーントと共演している。ヴィジャイは1980年代のイーストマン・カラー、1990年代のカラー映画という2つの旧式映像形式の映画に出演していた。
ヴィジャイは父の監督作品で子役としてキャリアを磨いた後、1992年に『Naalaiya Theerpu』で主演デビューを果たした。1993年には『Sendhoorapandi』でヴィジャヤカーントと共演したが、興行成績は芳しくなかった。1994年の『Rasigan』は主演映画として初めて興行的な成功を収めたが、批評家からは酷評されている。同作は初めてヴィジャイに「Ilaya Thalapathy（若大将）」の通称がクレジットされた作品でもあり、その後のキャリアの中でファンやメディアの間でも使用されるようになった。1995年には『Deva』『Rajavin Parvaiyile』に出演し、『Rajavin Parvaiyile』ではアジット・クマールと共演した。『Deva』では危険なスタントに挑戦し、興行的な成功を収めた。同年8月には『Vishnu』に出演し、『ベルエアのフレッシュプリンス』のウィル・スミスのような耳栓付きの衣装を着て注目を集めたが、続けて出演した『Chandralekha』では平凡な興行成績に終わった。1996年に出演した『Coimbatore Mappillai』は興行的には成功したものの、批評家からの評価は芳しくなかった。1990年代半ばにはロマンティック・ヒーローの地位を確立し、多くの作品でユニークな演技スタイルが批評家から高く評価された。出演作の中にはカルト的人気を集める作品も存在する。
1996年にヴィクラマンの『Poove Unakkaga』で初めて批評家から演技を絶賛された。また、ヴィジャイにとってのブレイクスルーとなり、同作をきっかけにスター俳優の地位を築いた。同年に出演した『Vasantha Vaasal』『Maanbumigu Maanavan』『Selva』も成功を収めた。1997年に出演した『Kaalamellam Kaathiruppen』では頭でっかちの女性と恋愛バトルを繰り広げる男性を演じて好意的な評価を集め、『Love Today』では女性を盲目的に愛し、苦悩を経て愛を犠牲にする男性を演じて絶賛された。シヴァージ・ガネーサン、シムランと共演した『Once More』では復讐を果たそうとする女性に追われるビジネスマンを演じて演技を高く評価された。マニラトナム製作の『Nerrukku Ner』ではスーリヤと共演し、義理の家族間の争いを描いた同作は高い評価を得た。『Kadhalukku Mariyadhai』では大学生役を演じ、タミル・ナードゥ州映画賞 主演男優賞を受賞している。1998年には『Ninaithen Vandhai』で三角関係に悩む男性、『Priyamudan』で独占欲の強い恋人を演じて両作とも高い評価を得た。同年発行のニュー・ストレーツ・タイムズでは『Priyamudan』でのアンチヒーロー的なヴィジャイの演技を「一味違ったラブストーリー」と絶賛しており、インディア・トゥデイは『Priyamudan』をヴィジャイの演技におけるランドマーク的作品として評価している。この他、『Nilaave Vaa』ではヒンドゥー教徒の少女に恋するクリスチャンの青年を演じている。1999年にエリルの監督デビュー作『Thulladha Manamum Thullum』に出演し、同作は200日以上上映されタミル・ナードゥ州映画賞 作品賞を受賞した。この他に『Endrendrum Kadhal』『Nenjinile』『Minsara Kanna』に出演している。
2000年以降はエンターテインメント性の高い作品への出演が多くなり、ヴィジャイのキャリアに変化が起きた。25本目の主演作となった『Kannukkul Nilavu』では記憶喪失のミュージシャンを演じ、『Kushi』ではエゴイストな恋人、『Priyamaanavale』では非インド文化を背景に持つ在外インド人の夫を演じ、それぞれ興行的な成功を収めた。2001年にシッディーキーの『Friends』ではスーリヤと共演し、ボクサーを演じた『Badri』、恋に生きる医者を演じた『Shahjahan』と共に興行的な成功を収めた。2002年には『Thamizhan』でボリウッドのプリヤンカー・チョープラーと共演し、コックを演じた『Youth』、弟の仇を討とうとする兄を演じた『Bagavathi』と共に興行的な成功を収めた。2003年には『Vaseegara』『Pudhiya Geethai』に出演している。同年8月に出演した『Thirumalai』は、ヴィジャイのキャリアにとって転機を迎えた作品とされている。

#### 2004年 - 2011年
2004年に出演した『Udhaya』は、1998年に企画が始まり2002年から撮影が行われたものの、2004年まで公開が延期されていた。テルグ語映画『Okkadu』をリメイクしたダーラニーの『Ghilli』ではプラカーシュ・ラージ、トリシャー・クリシュナンと共演し、公開日数200日間を記録した。また、タミル語映画として初めて国内興行収入5億ルピーを記録するヒット作となった。タミル語映画では1999年のラジニカーント主演作『パダヤッパ いつでも俺はマジだぜ!!』が3億ルピーの興行収入を記録して以来、同作の興行成績がヒット作の基準となっていた。また、ケーララ州では非マラヤーラム語映画作品の歴代興行成績第1位となり、同時期公開の主流マラヤーラム語映画を上回る興行成績を記録したとされている。マレーシアでは50万ドルの興行収入を記録しており、これはM・G・ラーマチャンドラン主演作、ラジニカーント主演作以外のインド映画としては初となる記録だった。さらに1969年のM・G・ラーマチャンドラン主演作『Adimai Penn』の公開第1週観客動員数を上回る記録を達成した。批評家からも好意的な評価を得ており、ザ・ヒンドゥーは「今日の大衆が共感するヒーローであるヴィジャイと、比類なき悪役であるプラカーシュ・ラージが共演する『Ghilli』は勝利の道に進んだ」と批評している。同作で主人公ヴェルー（ヴィジャイ）がムトゥパーンデー（プラカーシュ・ラージ）から逃れるためにダナラクシュミ（トリシャー・クリシュナン）を人質にしたシーンは、後にシャー・ルク・カーン、ディーピカー・パードゥコーン主演の『チェンナイ・エクスプレス 〜愛と勇気のヒーロー参上〜』でオマージュされた。
『Ghilli』の成功後には『Madhurey』『Thirupaachi』に出演し、2005年2月には父が監督した『Sukran』にカメオ出演している。同年後半には『Sachein』でジェネリア・デソウザ、『Sivakasi』でアシン・トーットゥンカルと共演し、両作とも興行的な成功を収めた。『Sachein』では楽天的な若者サチエンを演じて批評家から好意的な評価を得ており、ザ・ヒンドゥーは「ヴィジャイはサチエン役として評価を集め、映画ファンをとても楽しませる映画になっている」と批評している。2006年にはテルグ語映画『Athanokkade』のリメイク作品『Aathi』に出演し、平均的な興行成績を記録した。2007年にテルグ語映画『Pokiri』をリメイクしたプラブデーヴァーの『Pokkiri』に出演し、同年のタミル語映画年間興行成績第2位となり、ケーララ州ではタミル語映画として初めて上映日数100日間を記録した。同作は高く評価され、Sifyは「ユーモアとアクションシークエンスが続く限り楽しめる作品」と批評している。また、当時のヴィジャイのキャリアの中で最も興行的に成功した作品だった。
2007年に『Azhagiya Tamil Magan』に出演し、キャリアの中で初めて一人二役を演じた。ヴィジャイは主人公及び悪役を演じ、一定の興行成績を収めた。2008年にはヴィジャイTVアワードのピープルズ・チョイス・スーパースター・アワードを受賞し、BBCからは「ロマンスとアクションが上手く融合した作品」と批評され、国際的にも高い評価を得た。同作の国外興行収入は104万3000ドルを記録し、2007年の年間国外興行成績第1位にランクインした。スクリーン・デイリーは『Azhagiya Tamil Magan』がマレーシアの2007年アジア映画興行収入ヒットチャートのトップ10入りを果たしたと報じている。2008年にダーラニーの『Kuruvi』に出演し、同作はsifyから「大衆向けのスーパーヒーロー映画」と評価され、イギリスでは同年公開のタミル語映画の中で最も興行的な成功を収めた作品になった。2009年にはネオ・ノワールの『Villu』で再び一人二役を演じたものの、批評家からの評価は平凡なものだった。B・バーブシヴァンの『Vettaikaaran』では同年公開のタミル語映画年間興行成績第1位にランクインしている。『Vettaikaaran』は成功したものの、『Azhagiya Tamil Magan』『Kuruvi』『Villu』の興行収入は平均的な結果に終わっている。ただし、これらの作品は海外市場で大きな成功を収め、ヴィジャイを海外市場に売り出す効果を生んだ。2010年には50本目の主演作となる『Sura』に出演し、インドネシアン・タイムズは「ヴィジャイのダンスとスーパーヒーロー・スタントによって、『Sura』はトップになった」と批評している。同作は製作費を回収できたものの、ヒンディー語圏への衛星放送権を売却したため収益は上がらなかった。ただし、ソニー・マックスのターゲット視聴率は歴代最高を記録している。
2011年にマラヤーラム語映画『Bodyguard』をリメイクしたシッディーキーの『Kaavalan』に出演した。同作は観客と批評家から好意的な評価を得ており、興行収入10億2000万ルピーを記録するなど興行的にも成功を収めている。また、上海国際映画祭で上映され、中国でも興行的な成功を収めた。ディーワーリー期間中にはモーハン・ラージャーの『Velayudham』に出演した。同作は2011年年間興行成績上位作品となり、興行的な成功を収めた。ヴィジャイにとっては3作目のスーパーヒーロー映画であり、彼の衣装と戦闘スタイルは『アサシン クリードシリーズ』との類似が指摘されており、批評家からは「役柄に適していた」と批評されている。

#### 2012年 - 2017年
2012年に『きっと、うまくいく』をリメイクしたシャンカルの『Nanban』に出演し、興行的に大きな成功を収めた。同作はメルボルン国際映画祭でも上映され、ヴィジャイの演技は高く評価され、カマル・ハーサンからも絶賛されている。上映日数は100日間を記録し、興行収入も15億ルピーを記録している。ボリウッド映画『Rowdy Rathore』ではカメオ出演しており、54本目の主演作となるA・R・ムルガダースの『Thuppakki』では混合的な評価を受けた。『Thuppakki』の興行収入は10億ルピーを超え、『ボス その男シヴァージ』『ロボット』に続いて興行収入が10億ルピーを超えた3作目のタミル語映画となった。同作は当時のヴィジャイのキャリアの中で最高額の興行収入を記録し、ロシアの映画祭でも上映された。同年8月にA・L・ヴィジャイの『Thalaivaa』が公開され混合的な評価を受け、タミル・ナードゥ州では海外市場よりも遅れて公開された。同作は海外市場で興行的な成功を収めている。
2014年に『ジッラ 修羅のシマ』でカージャル・アグルワール、モーハンラールと共演し、興行的な成功を収めた。A・R・ムルガダースの『カッティ 刃物と水道管』ではサマンタ、ニール・ニティン・ムケーシュと共演して高い評価を得た。同作では泥棒と理想主義者の一人二役を演じ、ロサンゼルス・タイムズは同作を「スタイルの成功」と表現している。興行収入は15億ルピーを記録し、同年のタミル語映画年間興行成績第2位にランクインした。
2015年にはチンブー・デーヴァンの『Puli』に出演した。デーヴァンは2011年から「現代を舞台にしたファンタジー映画」を製作していることが報じられ、「Maareesan」のタイトルで同年後半に撮影が開始される予定だったが、10月に製作費超過を理由にUTVモーション・ピクチャーズが製作を離れ、新たにアースカル・フィルムズが製作に参加した。後にデーヴァンが参加する他の企画が進む中で「Maareesan」の製作は中止されたが、2013年に企画が再開され、デーヴァンがヴィジャイに脚本を見せたところ、ヴィジャイは脚本に興味を抱いて企画に参加した。ヴィジャイの参加に伴い、彼の広報担当スタッフのP・T・セルヴァクマールと、ケーララ州でヴィジャイ主演作の配給を手掛けていたサメーン・フィルムズのシブーが新たに製作に加わった。2人は新たな製作会社SKTフィルムズを設立し、ムルガダースの『カッティ 刃物と水道管』の撮影終了後に製作を開始することを発表した。『Puli』は批評家から賛否両論となったが、ヴィジャイについては新たなジャンルに挑戦した点を高く評価されており、同作の興行収入は15億ルピーを記録した。デーヴァンは漫画家でもあり、同作の半妖という設定は『犬夜叉』をベースにしており、ヴィジャイは虎の歯と青い目を持つ「タイガー・デーモン」を演じた。シドニー・モーニング・ヘラルドはヴィジャイの演技を絶賛しており、IBタイムズは「『Puli』は海外市場で成功を収め、インド映画の標準を国際的なレベルに引き上げた記念碑的作品の一つ」と評価している。
2014年9月にカライプリ・S・タヌーはヴィジャイが主演、アトリーが監督を務める映画の契約を結んだ。映画のタイトルは複数の案が検討された後、2015年11月に『Theri』に決定し、「全体の70%が完成している」と発表された。ディリープ・スッバラーヤンが手掛けたアクションシークエンスの撮影はチェンナイで発生した洪水被害の影響で一時中断されたものの、1か月間にわたり撮影された。12月にはハリウッドのアクション振付師カロヤン・ヴォデニカロフが参加してクライマックスシーンの撮影が行われたが、撮影地は天候不順で撮影ができなくなった中国に代わりバンコクで行われ、続けてチェンナイの工場に作られたセットでも撮影が行われた。『Theri』は2016年4月に公開され、批評家や観客から混合的な評価を受け、残忍なバイオレンス描写があるものの「U」認証されており、冗長で予測可能なストーリー展開がされている。同作は2016年公開のタミル語映画年間興行成績第2位にランクインしており、ヴィジャイ主演作として興行収入10億ルピーを超えた2本目の作品となった。
2017年はバーラサンのマサラ映画『Bairavaa』でキールティ・スレーシュと共演した。ヴィジャイは『Azhagiya Tamil Magan』以来10年振りにバーラサンの企画する低予算映画『Bairavaa』の企画に参加し、アクションシーンやヴィジャイの演技が高く評価され、興行収入11億5000万ルピーを記録するヒット作となった。フォーブス・インディアは同年公開の『Bairavaa』から『マジック』までの作品が全てヒットしていることから、ヴィジャイを「不断のヒットメーカー」と評しており、同年7月に開催されたビハインドウッズ・ゴールドメダル授賞式では1996年以降のタミル語映画での活動が評価され、「サムラート・オブ・サウスインディア・ボックスオフィス・メダル」を受賞した。61本目の主演作となるアトリーの『マジック』ではサマンタ、カージャル・アグルワール、ニティヤ・メーノーンと共演した。ヴィジャイは『Theri』成功後の2016年9月にテナンダル・スタジオと契約を結び、企画を進めていた。同作でヴィジャイは奇術師を演じたが、役作りとして北マケドニアのゴーゴーレクイエム、カナダのラーマン・シャルマ、ブルガリアのダニー・ベレフからマジックを学んでいる。また、医師も演じており、このキャラクターは2ルピーで患者を診療したボーディナーヤッカヌールの実在の医師バーラスブラマニアンをモデルにしている。この他に1970年代の主人公の父も演じるなど、一人三役を演じている。『マジック』からヴィジャイの通称が「Ilayathalapathy（若大将）」から「Thalapathy（大将）」に変更されたが、これは彼が演じたヴェトリマーランが劇中で「大将」と呼ばれていたことに由来する。ディーワーリーの時期の10月18日に公開された『マジック』は批評的・興行的に成功を収め、ヴィジャイ主演作として初めて興行収入25億ルピーを記録するヒット作となった。ヴィジャイはナショナル・フィルム・アワードUKの主演男優賞にノミネートされ、『マジック』は外国語映画賞を受賞している。また、同作は日本でも限定上映され、ヴィジャイ主演作として『Kaavalan』『Puli』に続いて中国で公開され、韓国の富川国際ファンタスティック映画祭でも上映された。
成功を収めた『マジック』だったが、ヴィジャイが物品サービス税やデジタル・インディアを批判するシーンに対しては、インド人民党や全インド・アンナー・ドラーヴィダ進歩党(AIADMK)から批判の声が挙がった。これらの政党は該当シーンの削除を要求したが、対立政党やタミル語映画関係者から「表現の自由に対する攻撃」と批判を浴びた。また、タミル・ナードゥ州政府医師協会など複数の団体からも、「政府が運営する病院で働く医師を揶揄するシーンが存在する」として批判の声が挙がった。これに関連して、インド医師会の医師が製作者に損害を与えることを目的として、海賊版ウェブサイトに『マジック』のリンクを共有し、医療従事者に映画をボイコットするように呼びかけるなどの騒動が起きた。

#### 2018年以降

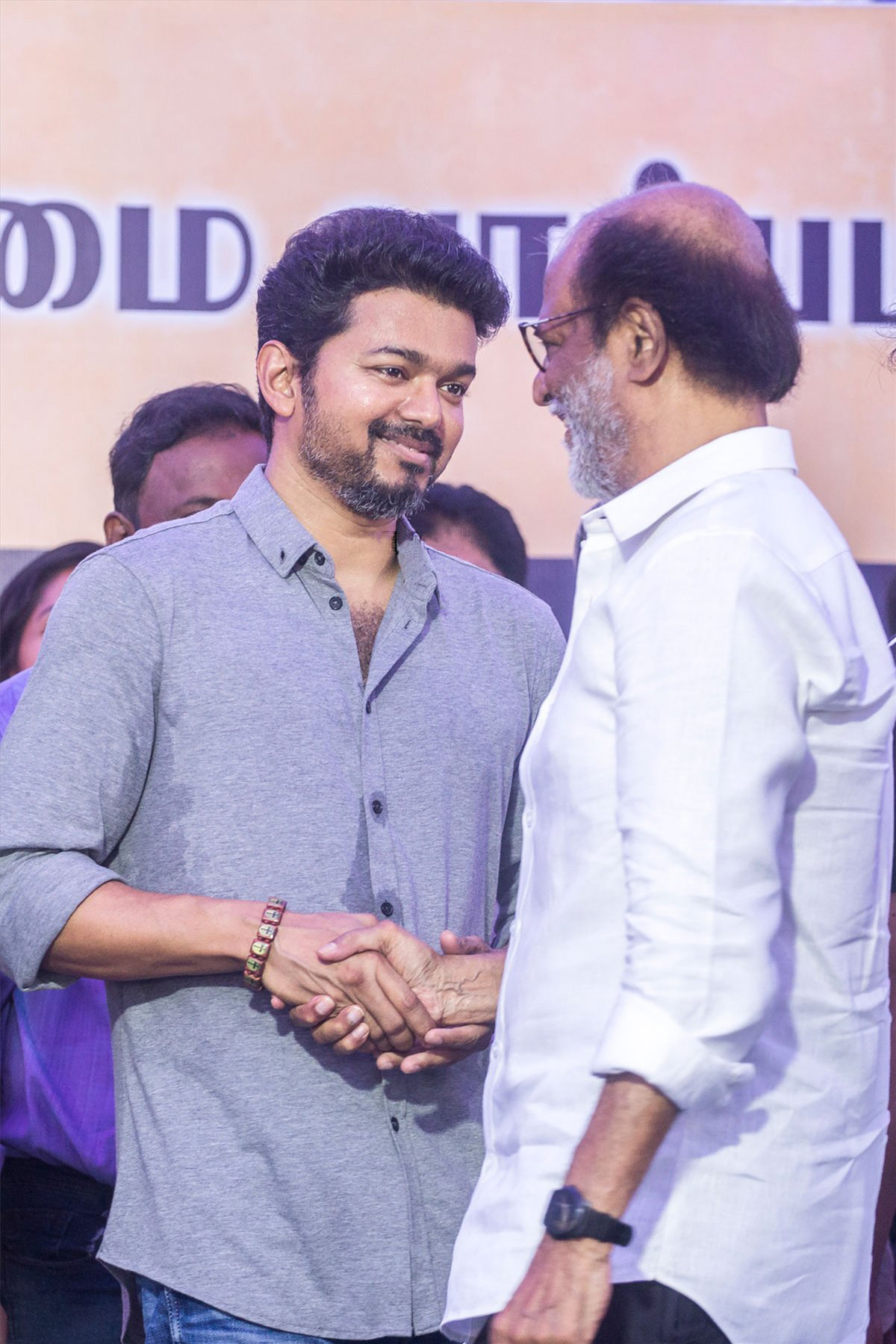
ナディガル・サンガム主催のハンストに参加するヴィジャイとラジニカーント（2018年）

62本目の主演作はムルガダース監督作品の政治映画『サルカール 1票の革命』で、キールティ・スレーシュと共演した。同作は2018年のディーワーリーの時期に公開されたが、タミル・ナードゥ州政府からは政府を標的として国民を政治的に扇動したこと、ヴァララクシュミ・サラトクマールが演じる悪徳政治家の名前「コマラヴァッリ」が元州首相J・ジャヤラリターの本名だったことから、「彼女の名誉を侮辱した」として批判された。また、AIADMK幹部が上映館前で抗議活動を行い、ヴィジャイのバナーが壊される被害も生じた他、同党は製作会社サン・ピクチャーズ（元州首相M・カルナーニディの大甥カラニティ・マランが所有する会社）を批判している。これに対して、ラジニカーントやカマル・ハーサンなど複数の俳優が「言論の自由への攻撃」として映画製作者への支持を表明した。最終的に政府から訴訟を起こされる可能性があったため、映画製作者は問題になったシーンの削除とオーディオトラックでコマラヴァッリへの言及を削除することを決定した。『サルカール 1票の革命』は複数の興行成績を塗り替え、公開2日間で100カロール・クラブ入りを果たした。ハリウッド・リポーターはヴィジャイについて、政治ドラマの中で「格好良さ」を持つ男と評している。また、同作の成功とメディアでの注目度の高さを受け、インド選挙管理委員会は他人が自分に成り済まして投票した場合、投票用紙を取り戻して投票し直すことができることを周知させた。『サルカール 1票の革命』の興行収入は25億ルピーを記録し、スペイン、フランス、日本でも公開された。
63本目の主演作はモーハン・ラージャーまたはペララスの監督作品になると報じられたいたが、実際に選ばれたのは『Theri』『マジック』を手掛けたアトリーの監督作品だった。この作品はフットボールを題材としたスポーツ映画『ビギル 勝利のホイッスル』として製作が進められ、ヴィジャイはフットボールの特別なトレーニングを受け、競技シークエンスの振付はエイミー・マクダニエルとジャスティン・スキナーが手掛けた。エイミー・マクダニエルは『ペレ 伝説の誕生』『ミリオンダラー・アーム』『13の理由』の競技シークエンスの振り付けを手掛け、ジャスティン・スキナーはイギリスのフットボール選手として活動していた。主要キャストにはナヤンターラ、助演キャストにはヴィヴェークとアーナンダラージが起用されている。ヴィジャイにとってヴィヴェークとは『Kuruvi』以来、ナヤンタラとアーナンダラージとは『Villu』以来の共演となった。『ビギル 勝利のホイッスル』は2019年に公開され、2010年代最後のヴィジャイ主演作となった。批評家からの評価は低く、唯一評価されたのはヴィジャイが演じた老ギャングスターの描写のみだった。一方で興行収入は30億ルピーを超え、公開3か月目で2019年タミル語映画年間興行成績第1位を記録し、同時にヴィジャイのキャリアの中で最高額の興行成績を記録した。また、エジプト、ヨルダンで公開された最初のタミル語映画となった。
2019年8月にローケーシュ・カナガラージはヴィジャイ主演の新作映画を監督することをTwitterで明かし、12月30日に『マスター 先生が来る!』のファーストルックポスターが公開された。同作は2020年4月公開予定だったが新型コロナウイルス感染症の流行に伴い延期され、2021年1月13日にタミル語版、テルグ語版、ヒンディー語版が公開された。アラブ首長国連邦では公開2日間で興行収入140万ドルを記録し、同国では『ワンダーウーマン 1984』『TENET テネット』を上回る収益を上げた。カナダ・アルバータ州の国際映画祭でも上映されている。批評家からの評価は混合的で、イースタン・アイは「アクション大作だが、上映時間が長過ぎる」と批評している。一方、興行収入は30億ルピーを記録しており、トレード・アナリストは『マジック』『サルカール 1票の革命』『ビギル 勝利のホイッスル』『マスター 先生が来る!』の合計興行収入は100億ルピーを超えていると分析している。
2020年12月にネルソン・ディリープクマールがヴィジャイの65本目の主演作を監督することが発表された。プージャー・ヘーグデーが共演し、アニルド・ラヴィチャンダルが映画音楽を手掛けることが明かされ、2021年6月21日に『Beast』のファーストルックポスターが公開された。同作は2022年にタミル語版、マラヤーラム語版、ヒンディー語版、テルグ語版が公開される。

### 他言語映画
2012年のボリウッド映画『Rowdy Rathore』のダンスシークエンス「Chinta Chinta」でボリウッド初出演を果たしたヴィジャイは、ヒンディー語圏の観客から好意的な反応を得た。ヴィジャイ主演作の大半は、ヒンディー語圏ではゴールドマインズ・テレフィルムズが吹替作業を手掛け、ソニー・マックス・ヒンディーTVチャンネルで放送されている。2017年公開の『マジック』はボリウッド映画にとっての脅威となり、海外市場では『Golmaal Again』『シークレット・スーパースター』よりも収益を上げ、アラブ首長国連邦でも両作を上回る9000万ルピーの興行収入を記録した。2017年7月にリシュティ・シネプレックスで放送された『Dangerous Khiladi 3』（『Vettaikaaran』のヒンディー語吹替版）、『Policewala Gunda 2』（『Jilla』のヒンディー語吹替版）がそれぞれ視聴率ランキング第1位、第3位にランクインし、ソニー・マックス・ヒンディーTVチャンネルで『Sura』が視聴率ランキング第5位にランクインしている。同年末には『Khaki Aur Khiladi』（『Kaththi』のヒンディー語吹替版）が公開され、ジー・シネマ・ヒンディーTVチャンネルででも放送された。『サルカール 1票の革命』は『SANJU サンジュ』の記録を塗り替えて当時のインド映画歴代最高額の興行収入を記録し、『同意』『Gold』『Thugs of Hindostan』を抑えて2018年インド映画年間興行成績第1位にランクインしている。『Vijay The Master』（『マスター 先生が来る!』のヒンディー語吹替版）はジー・シネマで視聴率ランキング第2位にランクインしており、IMDbでは2021年のインド映画トップ10の第1位にランクインしている。
『ジッラ 修羅のシマ』のテルグ語版にはスレーカ・ヴァーニー、L・B・シュリーラーム、ブラフマーナンダムが出演する新規カットが追加された。『サルカール 1票の革命』と『Whistle』（『ビギル 勝利のホイッスル』のテルグ語吹替版）はそれぞれテルグ語圏で1億8000万ルピー、2億ルピーの興行収入を記録し、『マスター 先生が来る!』のテルグ語版はアーンドラ・プラデーシュ州とテランガーナ州で2億ルピー以上の興行収入を記録した。

### ダンスパフォーマンス
ヴィジャイは映画で高い演技力や歌唱力を披露する他、ダンスシークエンスでは高度なダンスパフォーマンスを披露している。彼は映画での演技とダンスパフォーマンスで国際的な評価を得ており、ダンスミュージックビデオはYouTubeで多くの再生回数と「いいね!」を記録している。彼のダンスで人気が高いのは『Thirumalai』『Ghilli』『Azhagiya Tamilmagan』『Kuruvi』『Villu』『Sura』でのダンスパフォーマンスである。『マジック』のミュージック・ナンバー「Aalaporan Tamizhan」は各国のインド系移民と在外インド人の間で人気を集め、『Kaththi』のミュージック・ナンバー「Selfie Pulla」はルーマニアを始めとするヨーロッパ諸国や中国で人気を集めた。『マスター 先生が来る!』のミュージック・ナンバー「Vaathi coming」はラヴィチャンドラン・アシュウィンやデビッド・ワーナーなどのスポーツ選手がダンスを真似するなど社会現象になり、カナダの少年ダンスグループが「Vaathi coming」に合わせてダンスを披露したことも話題になった。サイ・パラヴィもヴィジャイのダンスの大ファンで、彼のダンスステップを真似していたと語っている。

## 俳優以外の活動

### フィランソロピー

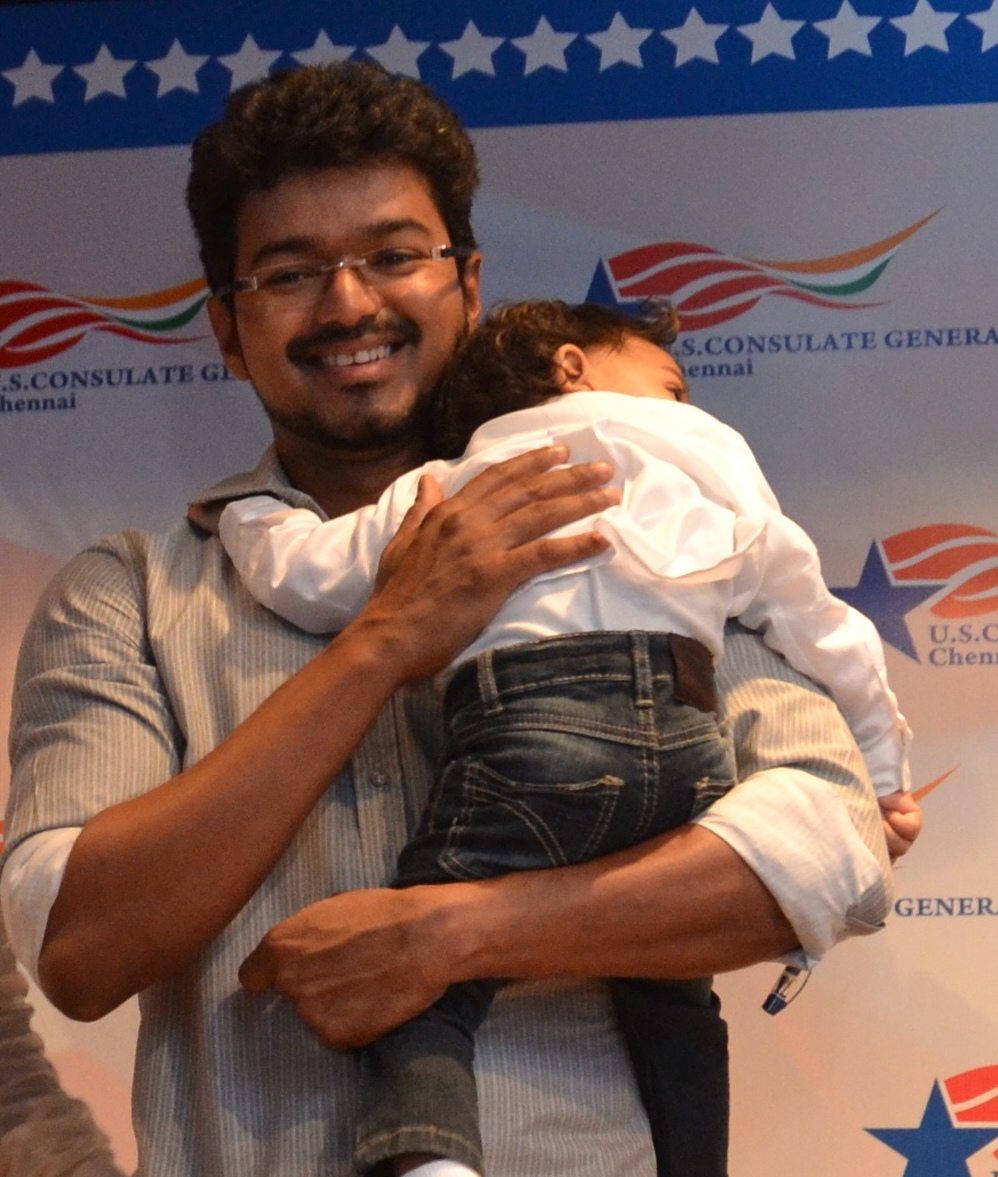
駐チェンナイ米国総領事館で開催された環境の日イベントに出席するヴィジャイ（2013年）

2007年6月22日、ヴィジャイは自身の誕生日にエグモアの総合病院の新生児に金の指輪をプレゼントした。2008年5月には児童の学校退学防止を啓蒙する短編公共サービスビデオ『Herova? Zerova?』に出演している。
ヴィジャイはスリランカ内戦末期の2008年に、スリランカ政府によるタミル人への弾圧に抗議するために複数回にわたりハンストを行った。彼はナディガル・サンガムやタミル語映画のスタッフたちが主催するハンストに参加し、11月16日には8時間のハンストを実施した。チェポックで行われたハンストには父S・A・チャンドラシェーカル、母ショーバ・チャンドラシェーカルも参加し、同時にヴィジャイのファンもティルネルヴェーリ、ティルチラーパッリ、プドゥコーッタイ、マドゥライ、イーロードゥ、ヴェールール、ダルマプリでハンストを行った。ヴィジャイはハンストについて「これはスリランカで苦しむタミル人への支持を示すための努力です。私はこの抗議運動に参加できたことを光栄に思います」「私たちはスリランカに行き、タミル人のために戦うことはできません。この抗議運動は、彼らへの強い支持を示すための試みなのです」と語っている。2013年にはスリランカ政府によるタミル人への戦争犯罪に抗議するため、ナディガル・サンガム主催のハンストが行われたが、ヴィジャイは『Thalaivaa』撮影のためオーストラリアに滞在していたため参加しておらず、これについて「私は『Thalaivaa』撮影のためオーストラリアにおり、ハンストに参加できませんでした。この運動に参加できなかったことを後悔しています」とコメントしている。
2009年7月に社会福祉団体「ヴィジャイ Makkal Iyakkam (VMI/ヴィジャイ People Organization)」を設立し、ヴィジャイは同団体を通して慈善活動を行うようになった。サイクロン・ターニが発生した際には、VMIがカダルールのカミヤンペッタイで救援キャンプを作り、被災者にコメを提供した。2012年7月8日にはチェンナイでイーヤダラパティ・ヴィジャイ教育賞の授賞式が行われ、受賞者の学生にヴィジャイが賞を授与している。2014年11月には、喫茶店のオーナーの娘がコダンバッカムの私立大学に進学するための支援を行った。
2017年1月21日、ヴィジャイはチェンナイで行われたジャッリカットゥに反対する抗議デモにハンカチで顔を隠した状態で参加した。同年9月には公式サイト「ヴィジャイ Makkal Iyakkam」を開設し、12月にはヴィジャイのファンが学生のためのオートバイ提供や、急病人のための救急車提供などの福祉活動を開始した。9月11日にヴィジャイは国家資格兼入学試験で医学部への入学を果たせずに自殺した少女の遺族に経済的支援を行い、2018年6月7日にはトゥーットゥックディ虐殺事件の被害者家族への経済的支援を行った。また、同年8月22日にはケーララ州各地のファンクラブ支部長と協力して、洪水被害を受けた住民のために700万ルピー相当の救援物資を提供し、11月にはサイクロン・ガジャの被災者救済のため、タミル・ナードゥ州のVMI各支部長の銀行口座に450万ルピーを振り込んだ。2020年に発生した新型コロナウイルス感染症の流行に際して、ヴィジャイは複数の救済基金に1300万ルピーを寄付し、罹患したファンやロックダウンの影響を受けたファンの銀行口座に支援金を振り込んでいる。2021年4月6日に実施されたタミル・ナードゥ州議会選挙の投票に向かうためにヴィジャイは自転車を使用したが、ネットユーザーからはガソリン価格とディーゼル価格の値上げに対する啓蒙活動の一環と受け取られた。

### 政治
2008年8月23日、ヴィジャイとVMIはインド国民会議の支援を受け、彼の政治アジェンダを訴えるための公開討論会をポンディシェリで開催し、討論会にはポンディシェリ連保直轄領首相のV・ヴァイティリンガムも出席した。2011年にはニューデリーのラームリーラ・グラウンドで行われたアンナ・ハザレ主催の汚職防止法制定を訴えるハンストに参加し、ハザレ支持を表明した。2017年にニュース7タミルが行った世論調査では、ヴィジャイが新党を結成してタミル・ナードゥ州議会選挙に出馬した場合、他党の一部（ドラーヴィダ進歩党(DMK)の39%、AIADMKの22.8%、インド人民党の7.7%、インド国民会議の6.3%、その他の政党の24.2%）と連携すれば政権獲得の可能性があると分析している。2018年に開催された『サルカール 1票の革命』サウンドトラック発表会では、ヴィジャイの顔が描かれたシャツや旗を持ったファンが会場に集まり、ヴィジャイはファンを前にして汚職や選挙制度、腐敗した政治システムの中で効率的に立ち回る政治指導者について批判した。政治アナリストのスマント・ラーマンはヴィジャイの言動について「映画スターはM・G・ラーマチャンドランやジャヤラリターの成功を見て政界に進もうとするが、その成功例が現在でも当てはまるのかは分かりません。2人とも政権を獲得するまで何年も政治に携わりました。ヴィジャイが高い人気を集めていることは確かですが、それだけで成功を得るという保証はないのです」と指摘している。
ヴィジャイは主演作の中で強い政治的メッセージを発することで論争の的になることが多く、その発言が現実における彼の政治キャリアに投影されている。2021年9月27日、ヴィジャイの父S・A・チャンドラシェーカルは、「息子ヴィジャイは政治から距離を置き、VMIは純粋なファンクラブであり政党として機能することはない」と明言した。また、ヴィジャイもファンに対して声明を発表し、「ファンが作ったポスターに政治的メッセージを付けること」「自分の写真と政治指導者の写真を合成すること」「ヴィジャイの名前を政治的な目的のために使用すること」を禁止した。一方、同年10月21日に実施されたタミル・ナードゥ州第9地区選挙には121人のVMIメンバーが出馬し、DMK、AIADMKに次ぐ得票率を得て議席を獲得している。同月26日にヴィジャイは当選したVMIメンバーと面会し、「人々が抱える基本的な問題の解決」を掲げ、州政府やインド政府に働きかけるように伝えた。2024年2月2日に地域政党タミル・ナードゥ勝利連盟（TVK）を立ち上げ、ヴィジャイが党首に就任した。同党は2026年のタミル・ナードゥ州議会選挙に立候補者を擁立することを目指しており、政治アナリストはTVKが将来的に北インドを含めた他州へ進出する可能性を指摘している。

## 私生活

### 家族
ヴィジャイはイギリスで出会ったスリランカ・タミル人のサンギータ・ソーナリンガムと婚約し、1999年8月25日に結婚した。2人の間には2000年に息子ジェイソン・サンジャイ、2005年に娘ディヴィヤ・シャシが生まれた。ジェイソン・サンジャイは『Vettaikaaran』で、ディヴィヤ・シャシは『Theri』でヴィジャイと共演している。

### トラブル
2020年2月5日、ヴィジャイはAGSエンターテインメントから引き継いだ不動産投資に関連して、脱税の疑いで税務当局から家宅捜索を受けた。これに関連して、AGSエンターテインメントのプロデューサーのG・N・アンブー・チェジヤンの自宅から6億5000万ルピーが押収された。ヴィジャイの自宅が家宅捜索を受けたのは、彼は『マスター 先生が来る!』の撮影でカダルールに滞在している時期だった。3月12日に税務当局は「家宅捜索の結果、脱税に関する証拠は発見されず、ヴィジャイは適切な納税手続きを行っている」と声明を発表した。家宅捜索に対して、「ヴィジャイが与党・インド人民党に批判的立場を取っていることから政治的な標的にされた」と非インド人民党系の政治家・支持者から批判の声が挙がった。
2021年7月13日、マドラス高等裁判所は2012年にヴィジャイがイングランドで購入したロールス・ロイス・ゴーストの輸入税免除に関する申請を却下し、罰金10万ルピーを課して新型コロナウイルス感染症の救済基金に充当することを決定した。判事のS・M・スブラマニアムは決定の中でヴィジャイを「タミル・ナードゥ州では映画のヒーローが州の支配者として君臨したため、人々は彼らが本物のヒーローであるかのような印象を持っています。よって、彼らがリールヒーローのように振る舞うことは期待されていません。脱税は反国家的な態度であり、違法と考えられます」「俳優たちは、自分たちを社会正義の擁護者として映画に登場させ、映画では社会の不正を糾弾しています。ですが、彼らは脱税し、法律に反するような行動をとっています」と批判している。これに対し、ヴィジャイは同月15日にスブラマニアムをマドラス高等裁判所に訴え、同月20日に免税問題の控訴と合わせて審議が行われた。翌21日に判決が下り、スブラマニアムが下した判決の効力停止とヴィジャイの罰金支払いの停止が決定した。

## 評価

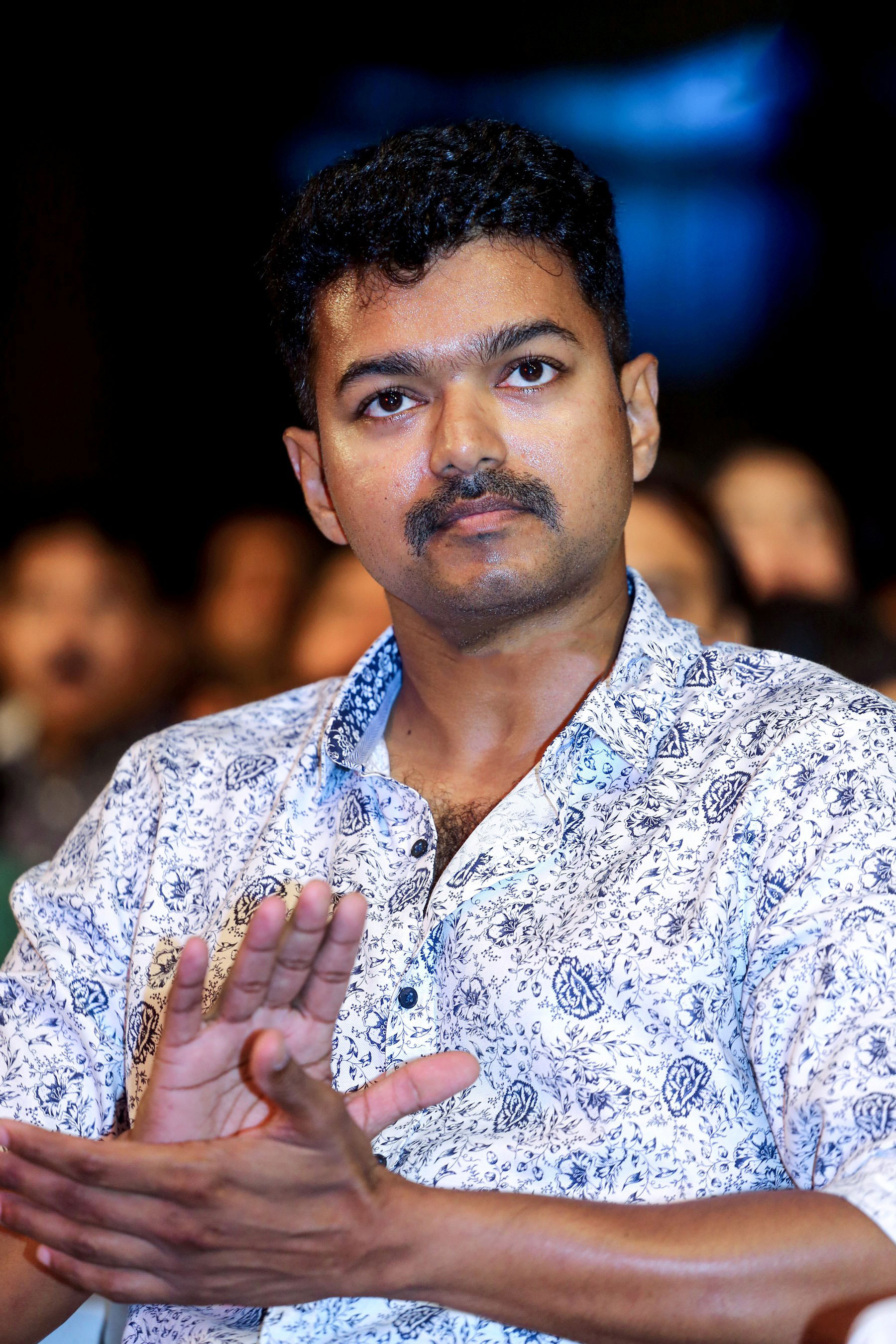
『Puli』サウンドトラック発表イベントに出席するヴィジャイ（2015年）

ヴィジャイはインドで最も人気のあるセレブリティの一人であり、GoogleとTwitterの両方で最も検索・ツイートされた人物として何度も記録されている。また、フォーブス・インディアのセレブリティ100にも複数回名前が挙げられ、2012年から2019年にかけて第28位から第47位の間にランクインしていた。2019年にトレード・アナリストのL・M・カウシクはファーストポストの取材の中で「海外から見ると、ヴィジャイはラジニカーントに次ぐ南インドの大スターと言えるでしょう……南インドの俳優にとって、海外市場で2000万ドルの収益を上げることは大きな夢です。ヴィジャイは『マジック』と『サルカール 1票の革命』の2作品でそれを成し遂げました。『マスター 先生が来る!』はヴィジャイが国際的なスターダムに乗ったことで海外興行収入3000万ドルを記録しました。イギリス、スリランカ、フランスでは最高額の興行収入を記録し、ヴィジャイが最大のスーパースターになっています」と分析している。
ファーストポストのスレンダール・M・Kの分析によると、マヘーシュ・バーブのようなヴィジャイと同世代の南インド映画のスター俳優たちは、西ヨーロッパ市場で人気があるにもかかわらず、海外市場では安定した成功を収めていないという。これに関して、海外市場の大手配給業者は「マヘーシュ・バーブの海外市場での最高興行成績は400万ドルから500万ドルの間であることに比べ、ヴィジャイの海外市場での興行成績は一貫して増加している」と指摘しており、さらに「アジット・クマール主演作の『Vedalam』『Vivegam』『Viswasam』を全て合わせても、海外興行収入は500万ドル程度にしかなりません。アジットはヴィジャイの最大のライバルと目されていますが、ここ数年の海外興行収入はヴィジャイに比べて伸び悩んでいます。ヴィジャイはアトリやA・R・ムルガダースとのコラボレーションを機に、海外市場での興行成績に大きな変化を起こしました。また、彼が選ぶストーリーや主演作で取り扱う社会問題も、彼が海外市場で強い人気を誇る理由の一つになっています」と語っている。
また、彼の主演作はケーララ州でも高い人気を集めている。『サルカール 1票の革命』は『バーフバリ 王の凱旋』公開初日の記録を破り、同州の公開初日の歴代興行成績を塗り替えた。ケーララ州とアラブ首長国連邦・湾岸協力会議加盟国地域の興行成績を分析しているボックスオフィス・トラッカーのイルシャドは、「ヴィジャイはケーララ州において、Big Ms（マンムーティとモーハンラール）と同レベルで公開初日の映画に観客を呼び集めることができる唯一の他言語映画俳優です。『Ghilli』はケーララ州における彼のキャリアのターニングポイントになった。同作はカマル・ハーサン主演作『インドの仕置人』の興行成績を塗り替え、さらに『Pokkiri』はシャンカールが監督したヴィクラム主演作『Anniyan』の興行成績を破っている。ヴィジャイのケーララ州における覇権は『Pokkiri』から始まり、現在でも続いている」と分析している。一方、『Kuruvi』『Sura』『Velayudham』『Puli』ではスーパーヒーローの役に挑戦したが、いずれも平凡な興行成績に終わっている。Sifyはヴィジャイに適した役柄について「大衆の中の男」と評価している。
ヴィジャイは2002年にコカ・コーラ・インディアの広告、2005年にサンフィーストの広告に起用された。2008年にはインディアン・プレミアリーグのクリケットチーム「チェンナイ・スーパーキングス」のアンバサダーに任命され、2009年にはコカ・コーラ・インディアのタミル・ナードゥ州ブランド大使に任命された。2010年8月にはジョーズ・アラッカ&サンズのタミル・ナードゥ州及びケーララ州ブランド大使に任命された。この他にタタ・ドコモの広告にも起用されている。また、2017年には後期中等教育中央審議会が選定した教科書に掲載する「南インドのポンガル祭に伝統衣装を着て参加するタミル人」に、ヴィジャイの写真が採用された。2019年にはTwitterの「インドで最もツイートされたハッシュタグ」のトップ10にヴィジャイが、「エンターテインメント部門で最もリツイートされたツイートに」には『ビギル 勝利のホイッスル』が選ばれた。
ヴィジャイがネイヴェリで映画を撮影した際、ファンと一緒に撮影した写真をTwitterアカウントに「Thank you Neyveli」と投稿して社会現象を起こした。Twitterインディアによると、ヴィジャイのツイートは14万5700リツイートを記録し、2020年にインドで最もリツイートされた投稿になったという。2021年のTwitter調査によると、インド映画関連で最もリツイート・「いいね!」されたツイートは、ヴィジャイの『Beast』ファーストルックポスター公開ツイートであり、最もハッシュタグが付けられた作品は『マスター 先生が来る!』だった。2021年には南インドで最も人気があるTwitterアカウントにも選ばれている。

## フィルモグラフィー
| 年   | 作品                      | 役名                                                           | 備考                        |
| ---- | ------------------------- | -------------------------------------------------------------- | --------------------------- |
| 1984 | Vetri                     | ヴィジャイ                                                     | 子役出演                    |
| 1984 | Kudumbam                  | ナーラダ                                                       | 子役出演                    |
| 1985 | Naan Sigappu Manithan     |                                                                | カメオ出演                  |
| 1986 | Vasantha Raagam           | ヴィジャイ                                                     | ノンクレジット              |
| 1987 | Sattam Oru Vilaiyattu     | ラージャー                                                     | 子役出演                    |
| 1988 | Ithu Engal Neethi         | ヴィジャイ                                                     | ノンクレジット              |
| 1992 | Naalaiya Theerpu          | ヴィジャイ                                                     |                             |
| 1993 | Senthoorapandi            | ヴィジャイ                                                     |                             |
| 1994 | Rasigan                   | ヴィジャイ                                                     |                             |
| 1995 | Deva                      | デーヴァ                                                       |                             |
| 1995 | Rajavin Parvaiyile        | ラージャー                                                     |                             |
| 1995 | Vishnu                    | ヴィシュヌ（クリシュナ）                                       |                             |
| 1995 | Chandralekha              | ラーヒム                                                       |                             |
| 1996 | Coimbatore Mappillai      | バールー                                                       |                             |
| 1996 | Poove Unakkaga            | ラージャー                                                     |                             |
| 1996 | Vasantha Vaasal           | ヴィジャイ                                                     |                             |
| 1996 | Maanbumigu Maanavan       | シヴァラージ                                                   |                             |
| 1996 | Selva                     | セルヴァン                                                     |                             |
| 1997 | Kaalamellam Kaathiruppen  | カンナン                                                       |                             |
| 1997 | Love Today                | ガネーシュ                                                     |                             |
| 1997 | Once More                 | ヴィジャイ                                                     |                             |
| 1997 | Nerrukku Ner              | ヴィジャイ                                                     |                             |
| 1997 | Kadhalukku Mariyadhai     | ジーヴァナンダン（ジーヴァ）                                   |                             |
| 1998 | Ninaithen Vandhai         | ゴークラクリシュナン                                           |                             |
| 1998 | Priyamudan                | ヴァサント                                                     |                             |
| 1998 | Nilaave Vaa               | シルヴァイ                                                     |                             |
| 1999 | Thulladha Manamum Thullum | クッティ                                                       |                             |
| 1999 | Endrendrum Kadhal         | ヴィジャイ                                                     |                             |
| 1999 | Nenjinile                 | カルナーカラン（カルナ）                                       |                             |
| 1999 | Minsara Kanna             | カンナン（カーシー）                                           |                             |
| 2000 | Kannukkul Nilavu          | ガウタム・プラバカール                                         |                             |
| 2000 | Kushi                     | シヴァ                                                         |                             |
| 2000 | Priyamaanavale            | ヴィジャイ・ヴィシュワナーダン                                 |                             |
| 2001 | Friends                   | アラヴィンダン                                                 |                             |
| 2001 | Badri                     | シュリ・バドリナーダ・ムールティ（バドリ）                     |                             |
| 2001 | Shahjahan                 | アショーク・イランゴ                                           |                             |
| 2002 | Thamizhan                 | スーリヤ                                                       |                             |
| 2002 | Youth                     | シヴァ                                                         |                             |
| 2002 | Bagavathi                 | バガヴァティ                                                   |                             |
| 2003 | Vaseegara                 | ブーパティ                                                     |                             |
| 2003 | Pudhiya Geethai           | サラティ                                                       |                             |
| 2003 | Thirumalai                | ティルマライ                                                   |                             |
| 2004 | Udhaya                    | ウダヤクマラン（ウダヤ）                                       |                             |
| 2004 | Ghilli                    | サラヴァナヴェール（ヴェール、ギリ）                           |                             |
| 2004 | Madhurey                  | マドゥラヴェール                                               |                             |
| 2005 | Thirupaachi               | シヴァギリ（ギリ）                                             |                             |
| 2005 | Sukran                    | スクラン                                                       | カメオ出演                  |
| 2005 | Sachein                   | サケイン                                                       |                             |
| 2005 | Sivakasi                  | ムタッパ（シヴァカーシー）                                     |                             |
| 2006 | Aathi                     | アティケサヴァン                                               |                             |
| 2007 | Pokkiri                   | サティヤムールティ                                             |                             |
| 2007 | Azhagiya Tamil Magan      | グル・プラサード                                               |                             |
| 2008 | Kuruvi                    | ヴェトリヴェール（ヴェール、クルヴィ）                         |                             |
| 2008 | Pandhayam                 | 本人役                                                         | ゲスト出演                  |
| 2009 | Villu                     | プガズ、サラヴァンナン                                         |                             |
| 2009 | Vettaikaaran              | ラヴィ                                                         |                             |
| 2010 | Sura                      | スーラー                                                       |                             |
| 2011 | Kaavalan                  | ブーミナーダン（ブーミー）                                     |                             |
| 2011 | Velayudham                | ヴェール                                                       |                             |
| 2012 | Nanban                    | コサクシ・パサプガザ（パンチャヴァン・パリヴェンダン）         |                             |
| 2012 | Rowdy Rathore             | 本人役                                                         | 「Chinta Ta」歌曲シーン出演 |
| 2012 | Thuppakki                 | ジャガディーシュ・ダナパル                                     |                             |
| 2013 | Thalaivaa                 | ヴィシュワ・ラーマドラーイ（ヴィシュワ・バーイー）             |                             |
| 2014 | ジッラ 修羅のシマ         | シャクティ・アールムガム（ジッラ）                             |                             |
| 2014 | カッティ 刃物と水道管     | カティリサン、ジーヴァナンダム                                 |                             |
| 2015 | Puli                      | マルディーラン、プリヴェンダン                                 |                             |
| 2016 | Theri                     | ヴィジャイ・クマール（ジョゼフ・クルヴィッラ、ダルメシュワル） |                             |
| 2017 | Bairavaa                  | バイラヴァー                                                   |                             |
| 2017 | マジック                  | ヴェトリ、マーラン、ヴェトリマーラン                           |                             |
| 2018 | サルカール 1票の革命      | スンダル・ラーマスワーミ                                       |                             |
| 2019 | ビギル 勝利のホイッスル   | マイケル・ラーヤッパン（ビギル）、ラーヤッパン                 |                             |
| 2021 | マスター 先生が来る!      | JD                                                             |                             |
| 2022 | Beast                     | ヴィーラ・ラガヴァン                                           |                             |
| 2023 | 後継者                    | ヴィジャイ・ラージェーンドラン                                 |                             |
| 2023 | Leo                       | レオ・ダース                                                   |                             |

## 受賞歴
2007年にヴィジャイは社会福祉活動と映画活動の功績を認められ、MGR博士教育研究所から名誉博士を授与された。